# Monts Făgăraș
Les monts Făgăraș (en roumain : Munții Făgărașului) sont un massif montagneux qui fait partie des Carpates méridionales en Roumanie, et dans lequel se situe le point culminant de la Roumanie, le pic Moldoveanu, d'une altitude de 2 544 mètres, ainsi qu'une longue ligne de crête orientée est-ouest comptant de nombreux sommets parmi les plus hauts de Roumanie.
Ces reliefs et leur aspect pittoresque ont attiré à ce massif montagneux le surnom d’Alpes de Transylvanie, expression attribuée au savant français Emmanuel de Martonne (1873-1955).

## Géographie

### Situation et topographie

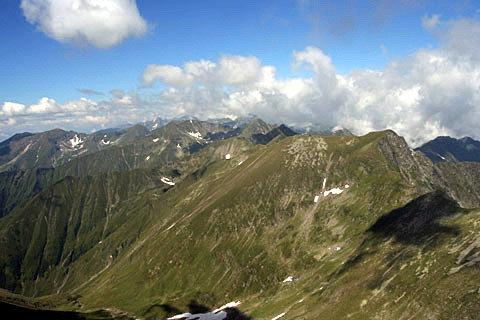
Vue des monts Făgăraș.

Les monts Făgăraș présentent la crête la plus élevée des Carpates méridionales orientée est-ouest, longue de 70 kilomètres environ et large d'approximativement 40 kilomètres. Au nord, les monts Făgăraș ont pour limite la dépression tectonique de Făgăraș et la rivière Olt où l'on trouve les localités de Sibiu, Făgăraș et de Victoria. Au sud, ce sont les localités de Câmpulung et de Curtea de Argeș et à l'est les monts Iezer-Păpușa et Piatra Craiului.

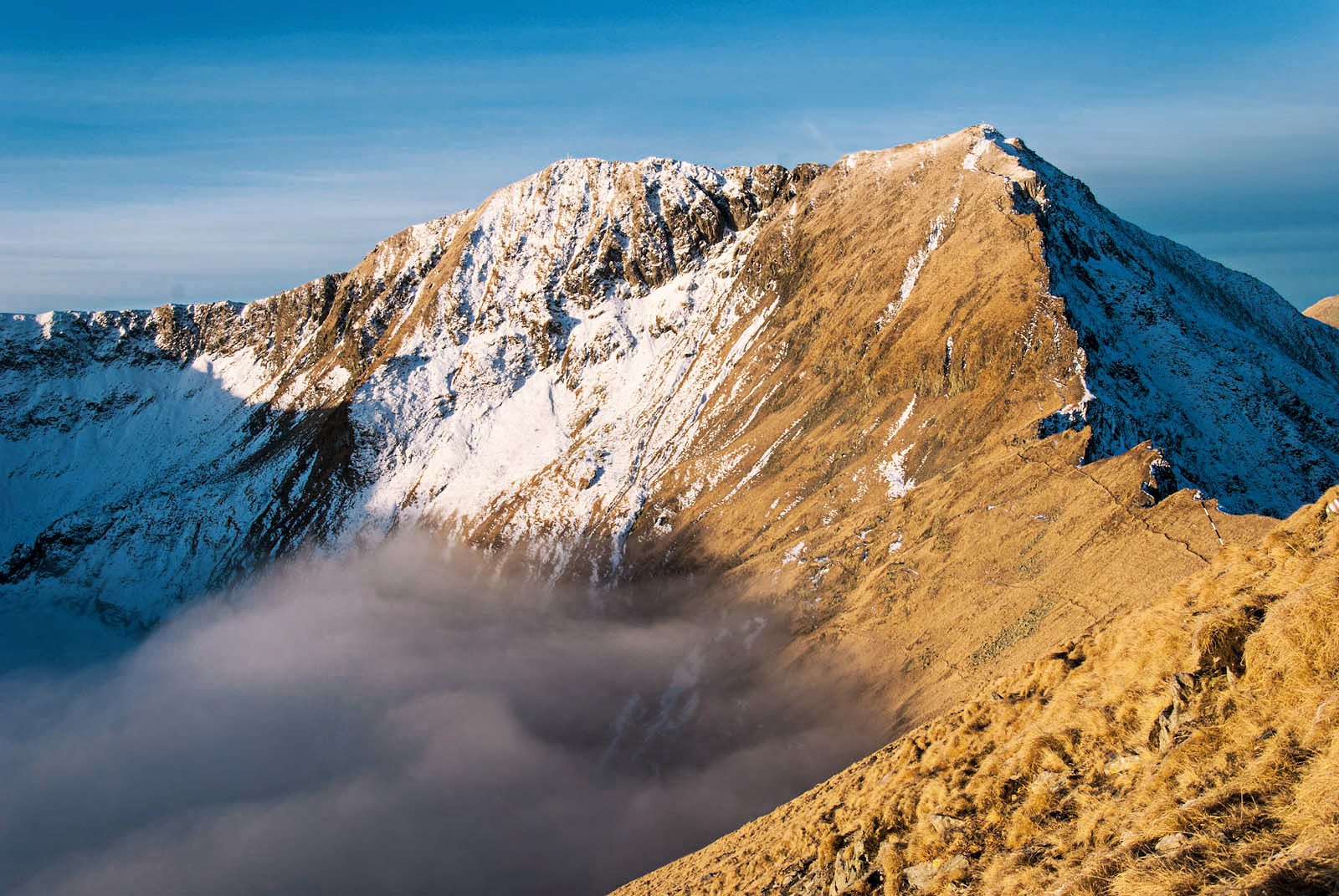
Vue du mont Moldoveanu (2544 m).

La superficie totale couverte par les monts Făgăraș est de plus de 2 400 km2, soit environ 7,5 fois plus que les monts Bucegi. On y compte huit sommets de plus de 2 500 m. On y trouve également de nombreux cirques glaciaires et lacs glaciaires tels que le lac Bâlea (2 034 m, 46 508 m2), le Podragu (2 140 m, 28 550 m2), l'Urlea (2 170 m, 20 150 m2) et le Capra (2 230 m, 18 340 m2). Certains de ces lacs sont alimentés par des sources souterraines.
Vers le nord (Transylvanie), de nombreuses vallées sont perpendiculaires à la crête des Carpates et, compte tenu des dénivelés importants, les eaux des rivières forment des cascades.
La route Transfăgărășan qui traverse les monts Făgăraș de part en part est l'une des routes les plus hautes de Roumanie. Un tunnel y a été creusé sous la crête principale des Făgăraș. Cette route donne également accès sur son versant nord au cirque et au lac glaciaire Bâlea.

#### Principaux sommets

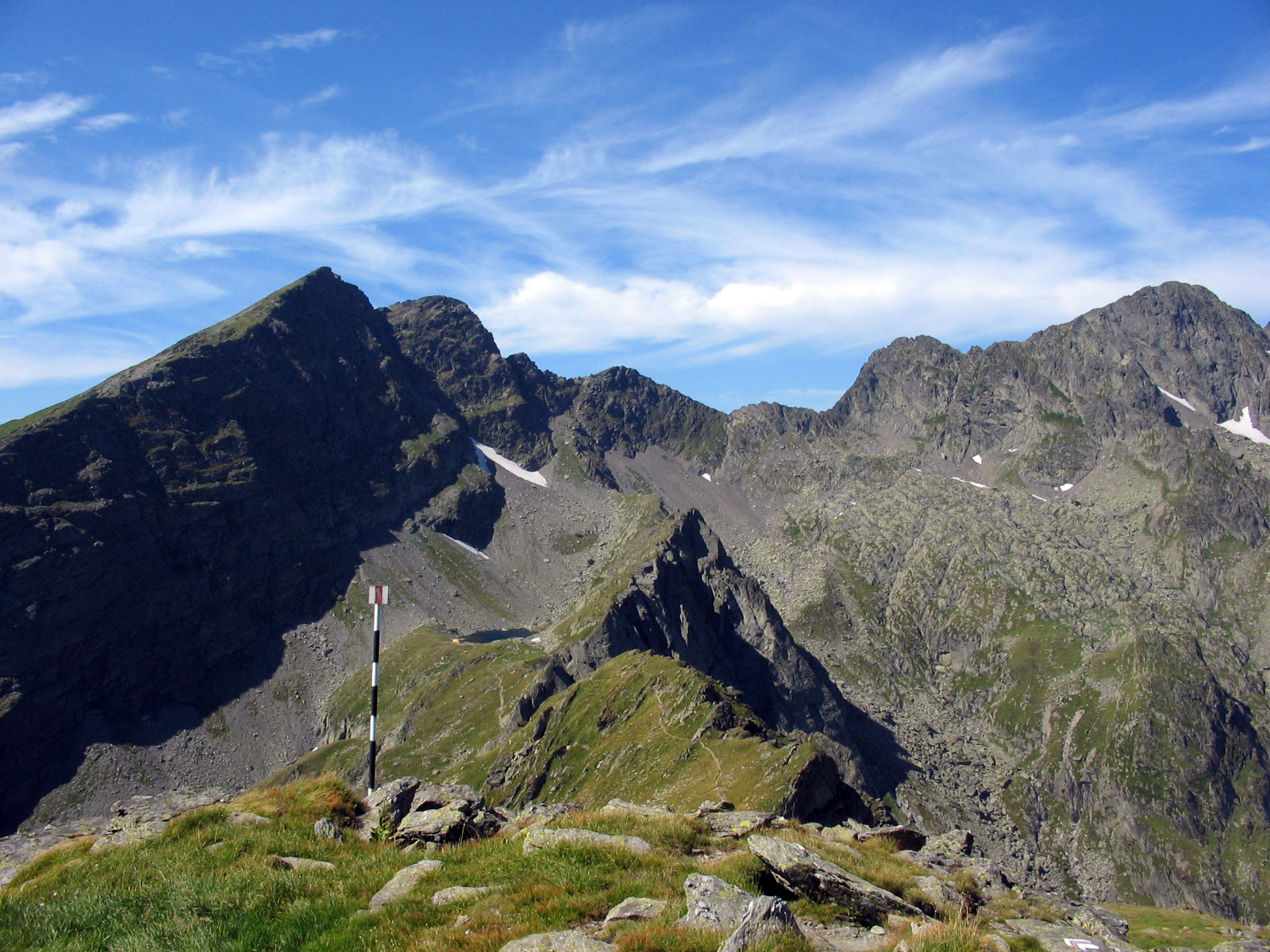
Mont Negoiu (2535 m).

Les mont Făgăraș comptent plus de 107 sommets de plus de 2 000 m dont :
- Moldoveanu (2 544 m) ;
- Negoiu (2 535 m) ;
- Viștea Mare (2 527 m) ;
- Lespezi (2 516 m) ;
- Cornul Călțunului (2 510 m) ;
- Vânătoarea lui Buteanu (2 507 m) ;
- Hârtopul Darei (2 506 m) ;
- Dara (2 501 m) ;
- Scărișoara Mare (2 495 m) ;
- Mușetescu (2 495 m) ;
- Capra (2 494 m) ;
- Roșu (2 489 m) ;
- Negoiu Mic (2 485 m) ;
- Podragu (2 482 m) ;
- Urlea (2 473 m).

### Hydrographie

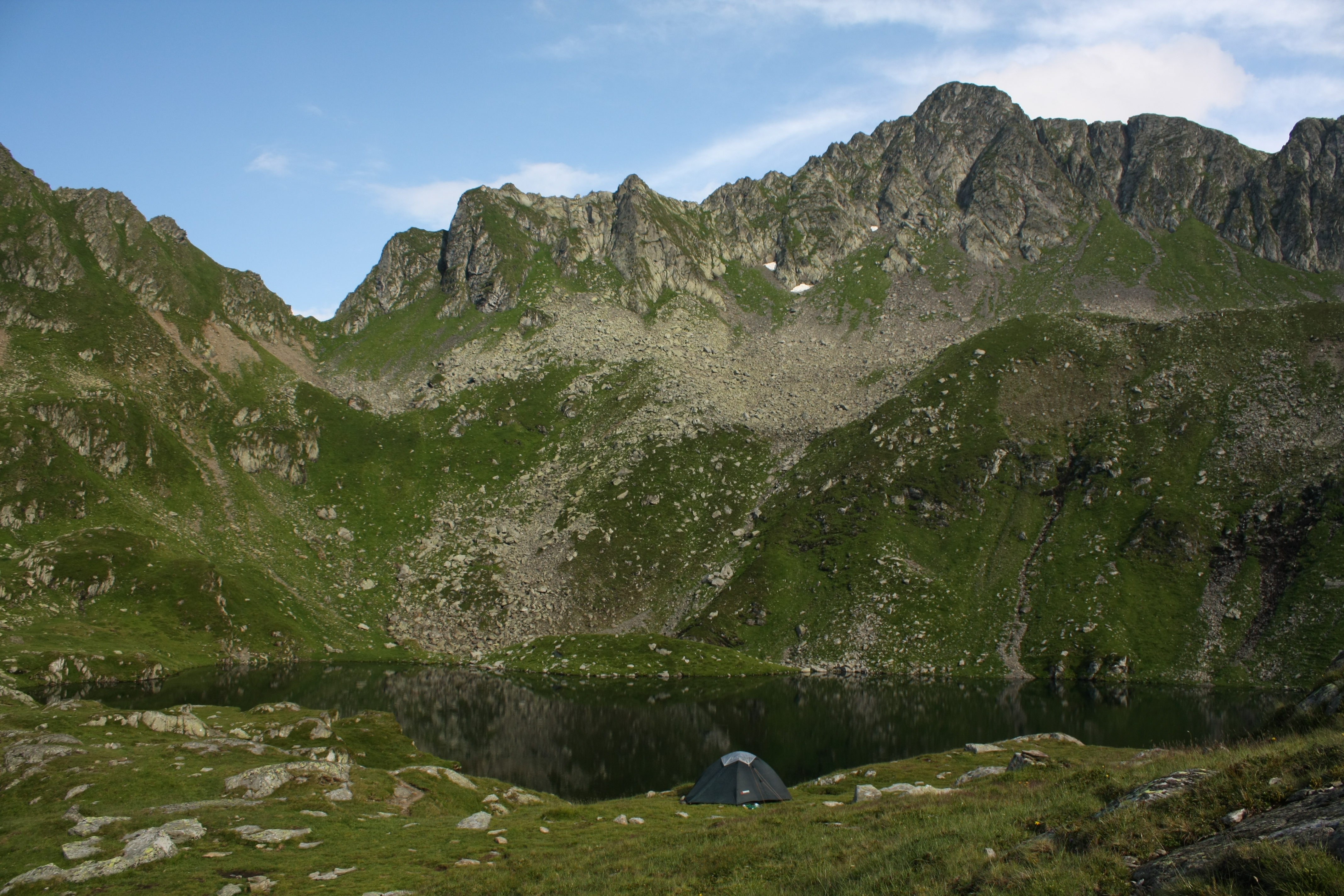
Lac Podragu.

Versant nord :
- lac Avrig ;
- lac Bâlea ;
- lac Doamnei ;
- lac Podragu ;
- lac Podrăgel ;
- lac Urlea.

Versant sud :
- lac Capra ;
- lac Buda ;
- lac Călțun ;
- lac Gemenu de Sus ;
- lac Gemenu de Jos ;
- lac Jgheburoasa ;
- lac Mioarelor ;
- lac Podul Giurgiului ;
- lac Roșu ;
- lac Scărișoara ;
- lac Vidraru ;
- lac Zârna.

### Géologie
Les monts Făgăraș sont entièrement constitués de roches métamorphiques, appelées schistes cristallins. La répartition générale des différentes variétés de roches se fait en couches orientées est-ouest. La plus méridionale est constituée de gneiss parfois entrecoupés de roches fortement schisteuses et brillantes, que l'on trouve à côté du quartz : il s'agit de micaschistes, qui comprennent parfois des nodules brun-rouge de grenats.

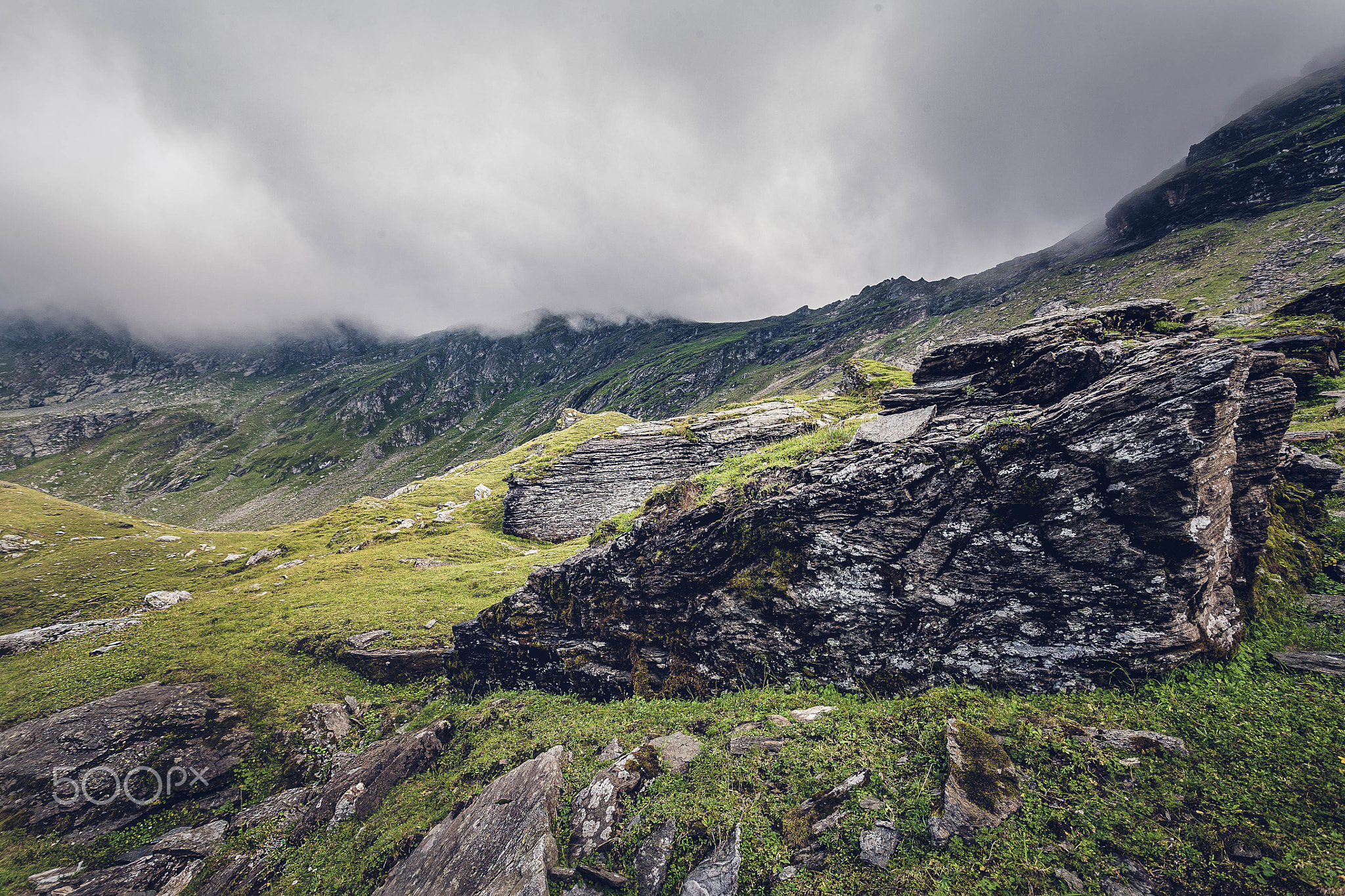
Bloc rocheux dans les Făgăraș.

En alternance avec ces micaschistes, qui occupent toute la crête principale, on trouve des amphibolites (roches de couleur sombre en raison de la prédominance d'un minéral noir verdâtre du groupe des amphiboles) et des calcaires cristallins blancs (par exemple : marbres de Fereastra Zmeilor, Valea Moașa Sebeșului, Piatra Albă, Muntele Albota, Valea Brezcioarei).
Dans la partie la plus septentrionale se situent des roches moins métamorphisées, à savoir des schistes argentés ou verdâtres à l'éclat moins prononcé. Les calcaires intercalés sont plus rares dans cette zone.
Le bloc cristallin des monts Făgăraș a commencé à s'élever au-dessus du relief environnant au début de l'ère tertiaire. Comme pour l'ensemble de la chaîne des Carpates méridionales, le soulèvement s'est déroulé en trois étapes successives (à l'Éocène, au Miocène et au Pliocène). À chacune de ces étapes, des plates-formes d'érosion ont été créées, qui sont encore reconnaissables aujourd'hui sur les crêtes comme des surfaces presque planes, fractionnées par des vallées.

### Faune et flore

#### Faune

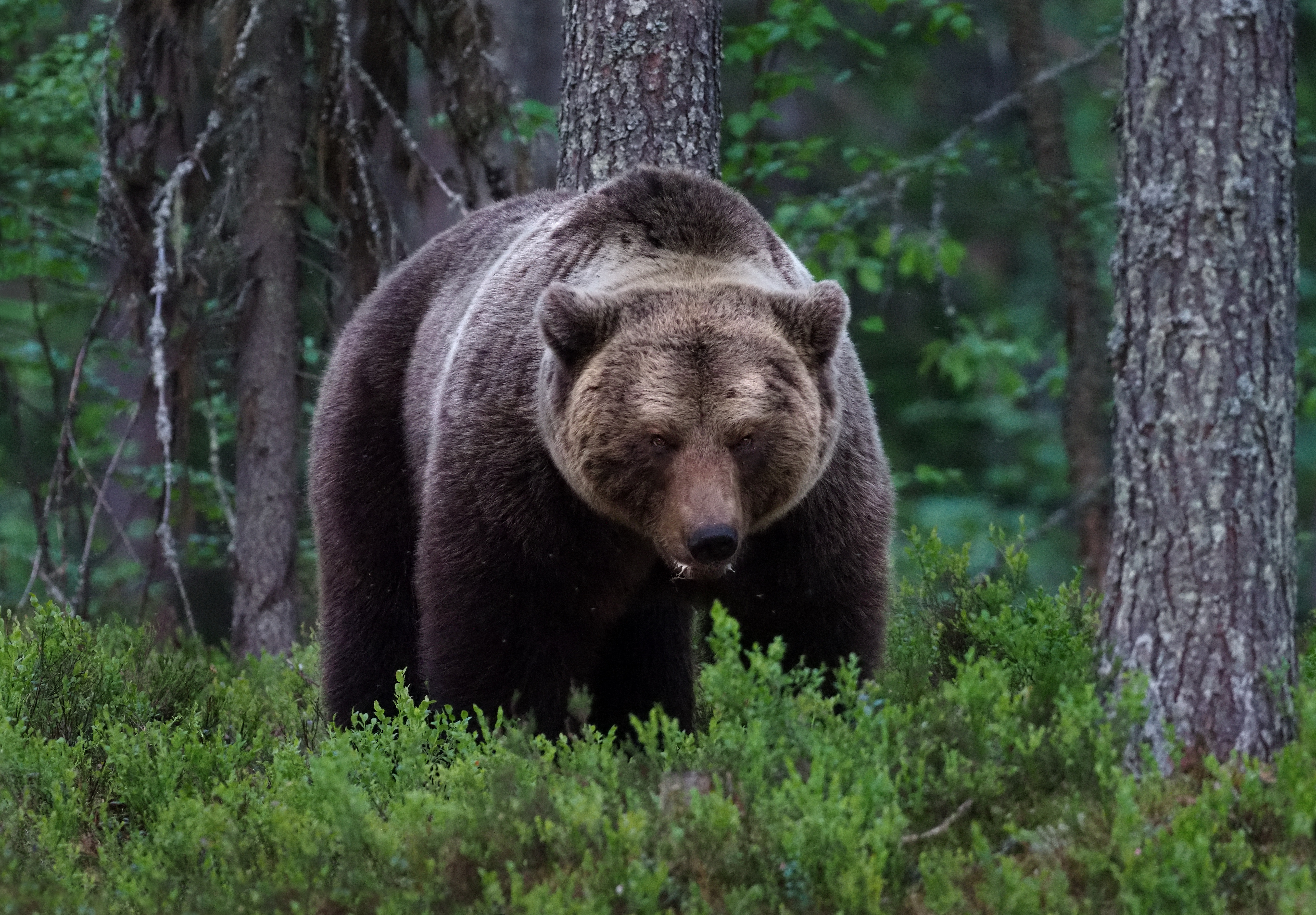
Ours brun (Ursus arctos arctos).

Les monts Făgăraș abritent une riche faune aussi bien dans les zones subalpines couvertes de vastes forêts que dans les zones alpines libres de couvert végétal. À l'étage supérieur, l'on rencontre le chamois, espèce protégée des Carpates. Parmi les mammifères, l'ours brun de Roumanie (également protégé) est présent dans la partie supérieure des forêts de conifères. À une altitude inférieure, l'on trouve les sangliers. La martre et le lynx se rencontrent plus rarement au contraire de l'écureuil, du renard, du chevreuil et du loup.
De nombreuses espèces d'oiseaux agrémentent la vie de la forêt : bec-croisé des sapins, pinsons, pics épeiches, grimpereaux, grives, bergeronnettes des ruisseaux et merles. Grand tétras et hérons s'abritent dans les fourrés. Parmi les rapaces vivant dans le massif : éperviers, faucons, vautour moine et plus rarement l'aigle royal. De nombreux reptiles, parfois inoffensifs comme les lézards des montagnes, les cavernicoles ainsi que des batraciens comme les salamandres, grouillent dans les tapis de feuillages morts. À certains endroits, sur les pentes exposées au soleil, vivent également des vipères. De nombreux ruisseaux de montagne et lacs alpins sont aujourd'hui repeuplés de truites.

#### Flore
La couverture végétale du massif de Făgăraș est très riche et variée. Des forêts compactes couvrent les pentes des montagnes jusqu'à une hauteur de près de 1 700 m, et de vastes prairies et pâturages ornés d'une grand variété de fleurs bordent les flancs des vallées, les clairières forestières ou les plaines ondulées sous la ceinture boisée du massif.

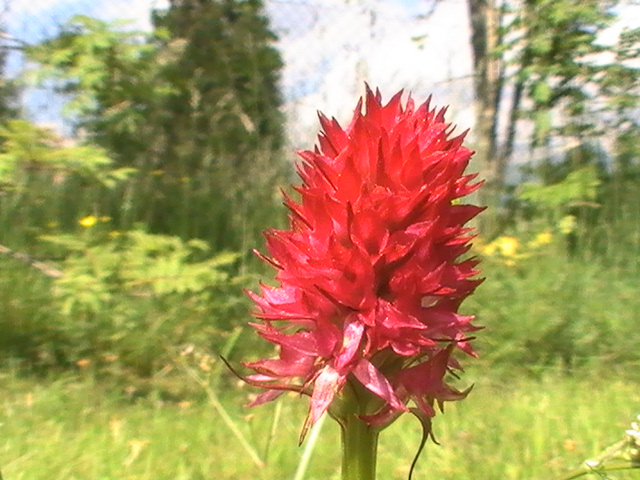
Nigritelle rouge.

Surmontant la région des prairies débute la hêtraie, qui couvre largement les flancs du massif. En raison de la beauté de ses hêtraies argentées et des autres attractions touristiques qu'elle offre (falaises, lacs et chutes d'eau), la vallée de Bâlea a été déclarée réserve naturelle par la Commission pour la protection des monuments naturels. Dans les clairières de la forêt de hêtres et au bord de l'eau, on trouve des hêtres, des saules, des bouleaux, des trembles, des aulnes, des framboisiers et des mûriers. Dans la partie supérieure de la forêt, le hêtre est mélangé au sapin, qui est très rare. L'épicéa, occupe toute la région forestière, de 1 100 m à environ 1 700 m d'altitude.
Outre ces deux espèces de conifères, coexistent le mélèze (dans la vallée de Brezcioarei), le pin (dans la vallée de Caselor, sur le mont Clăbucet), l'if (en plus grand nombre sur la Moașei Mochia), de rares spécimens de pin cembro, et assez fréquemment le genévrier (sur la Moșului Mochia). Parmi ces espèces, le mélèze, l'if et l'alisier sont les plus communs.
Au-dessus de l'étage forestier, pousse la végétation rase et éparse formée de massifs de genévriers, de myrtilles et d'airelles. Les prairies alpines sont en grande partie couvertes de pâturages (surtout sur les pentes sud du massif), fournissant une nourriture abondante aux nombreux troupeaux de moutons. On y trouve également de nombreuses espèces de fleurs, parmi les plus intéressantes : le rhododendron, la campanule, la gentiane, la pensée des montagnes, la pirole à une fleur, le myosotis, l'oseille des bois, l'orchidée, l'épervière orangée et l'œillet des montagnes. Parmi les fleurs protégées par la loi figurent l'edelweiss, la nigritelle rouge et le lierre blanc. À la mi-juin, la pivoine de montagne fleurit dans les espaces libres. C'est une fleur parfumée, d'un rouge vif, recouvrant la montagne et visible à grande distance. Le dernier samedi de juin, les habitants de la région se rendent en masse au festival de la pivoine.

## Tourisme et sports de montagne

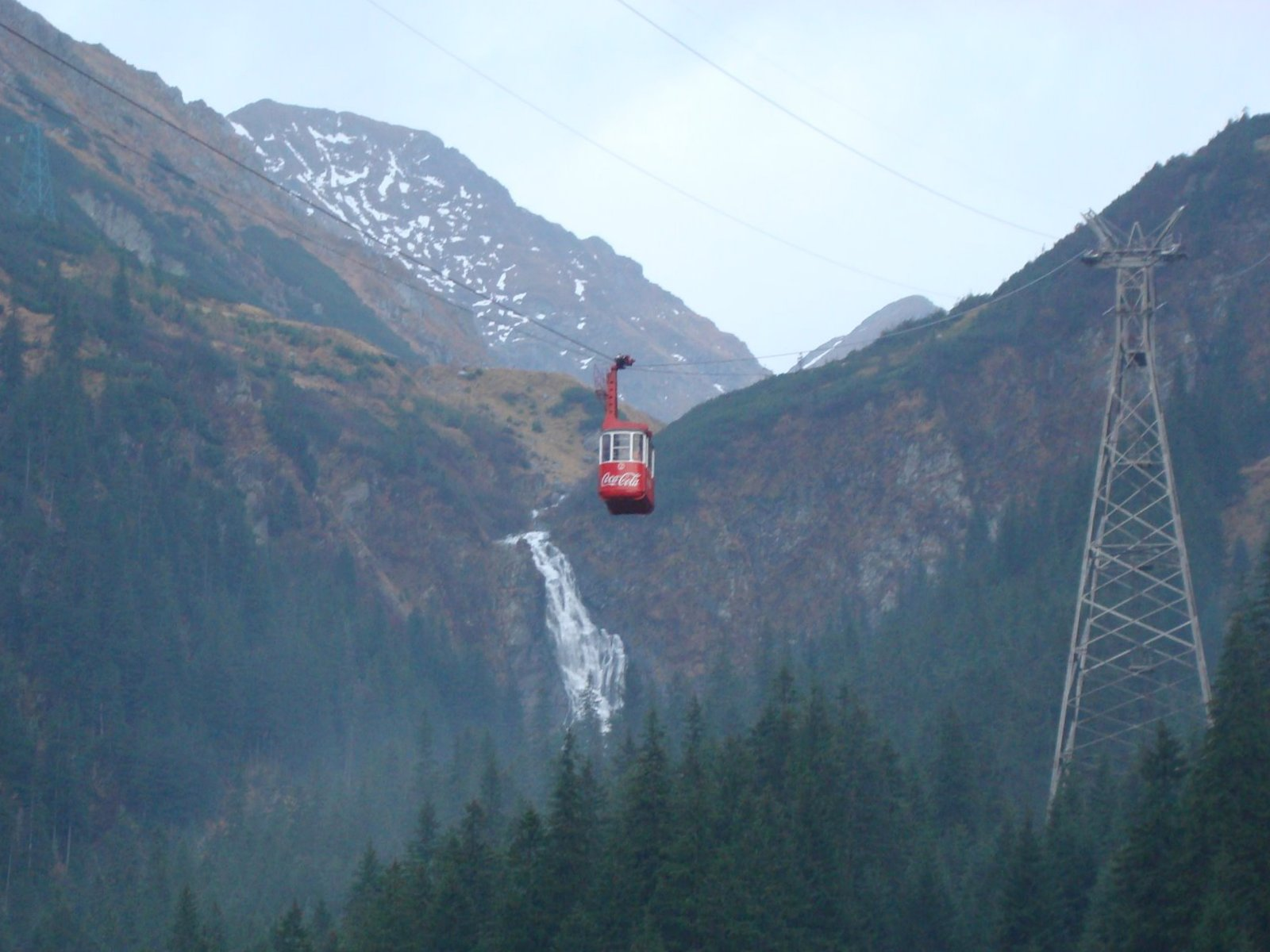
Téléphérique et cascade Bâlea.

L'accès le plus aisé aux monts Făgăraș est en été la route Transfăgărășan qui traverse la ligne de crête des Făgăraș. Elle permet d'atteindre un des endroits les plus touristiques du massif, le lac Bâlea à 2 040 m. Y est installée la cabane Bâlea, un hôtel-restaurant et une station météorologique. Un téléphérique permet également d'admirer la cascade Bâlea, l'une des plus spectaculaires chutes d'eau de Roumanie, et donne accès toute l'année au lac Bâlea, notamment pour la pratique du ski de randonnée en hiver.
Les monts Făgăraș sont un haut lieu de la randonnée notamment en raison de la présence du point culminant de la Roumanie, le mont Moldoveanu dont l'ascension prend deux à trois jours. L'accès à l'itinéraire du Moldoveanu se fait à partir de la ville de Victoria au nord du massif ou éventuellement à partir de Arpașu de Jos, Porumbacu de Jos et Avrig. Il existe de nombreuses cabanes et refuges qui permettent de parcourir la ligne de crête panoramique des Făgăraş offrant la possibilité de randonnées de toute durée et de tout niveau. La traversée complète des monts Piatra Craiului et Făgăraş nécessite par exemple une dizaine de jours de marche. Parmi les vallées les plus pittoresques figurent les vallées Moașei, Șerbotei, Bâlei, Brezcioarei, Ucei Mari et Ucișoarei, Sâmbetei.
Compte tenu du rude climat continental de la Roumanie, l'on y pratique également le ski de randonnée en raison de l'enneigement important du massif en hiver.

### Cabanes et refuges

#### Cabanes
- Cabane Andu
- Cabane Arpaș (Fata Pădurii)
- Cabane Bâlea Cascadă
- Cabane Bâlea Lac
- Cabane Bârcaciu
- Cabane Călugăriței
- Cabane Colții Brezei
- Cabane Cumpăna
- Cabane Negoiu
- Cabane Paltinu
- Cabane Piscul Negru
- Cabane Podragu
- Cabane Poiana Neamțului
- Cabane Suru
- Cabane Strîmba
- Cabane Turnuri
- Cabane Urlea
- Cabane Valea cu Pești
- Cabane Valea Sâmbetei
- Complexe Turistic Capra

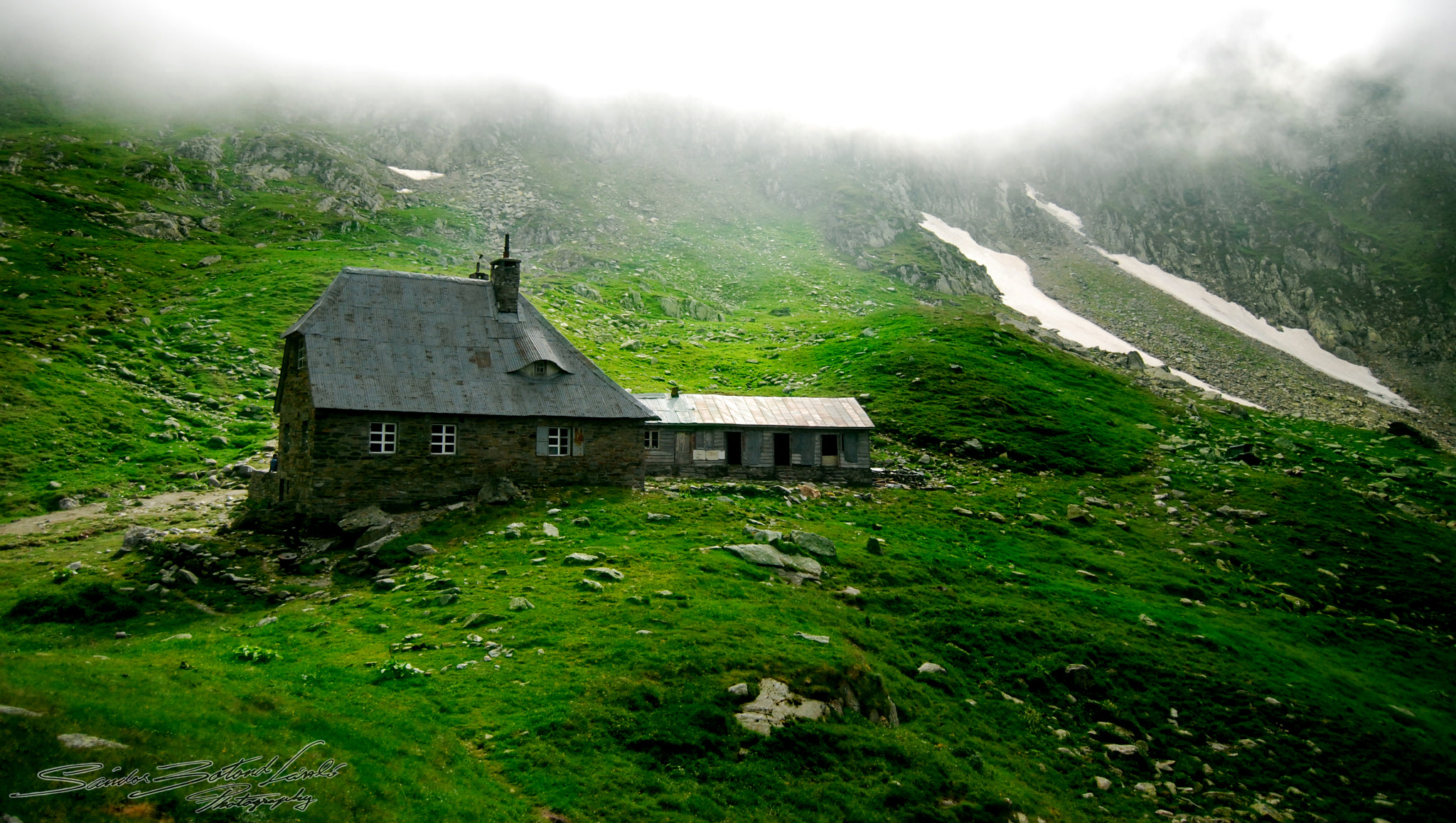
La cabane Podragu à 2136 m.

- Complexe Turistic Poienile Vâlsanului

#### Refuges

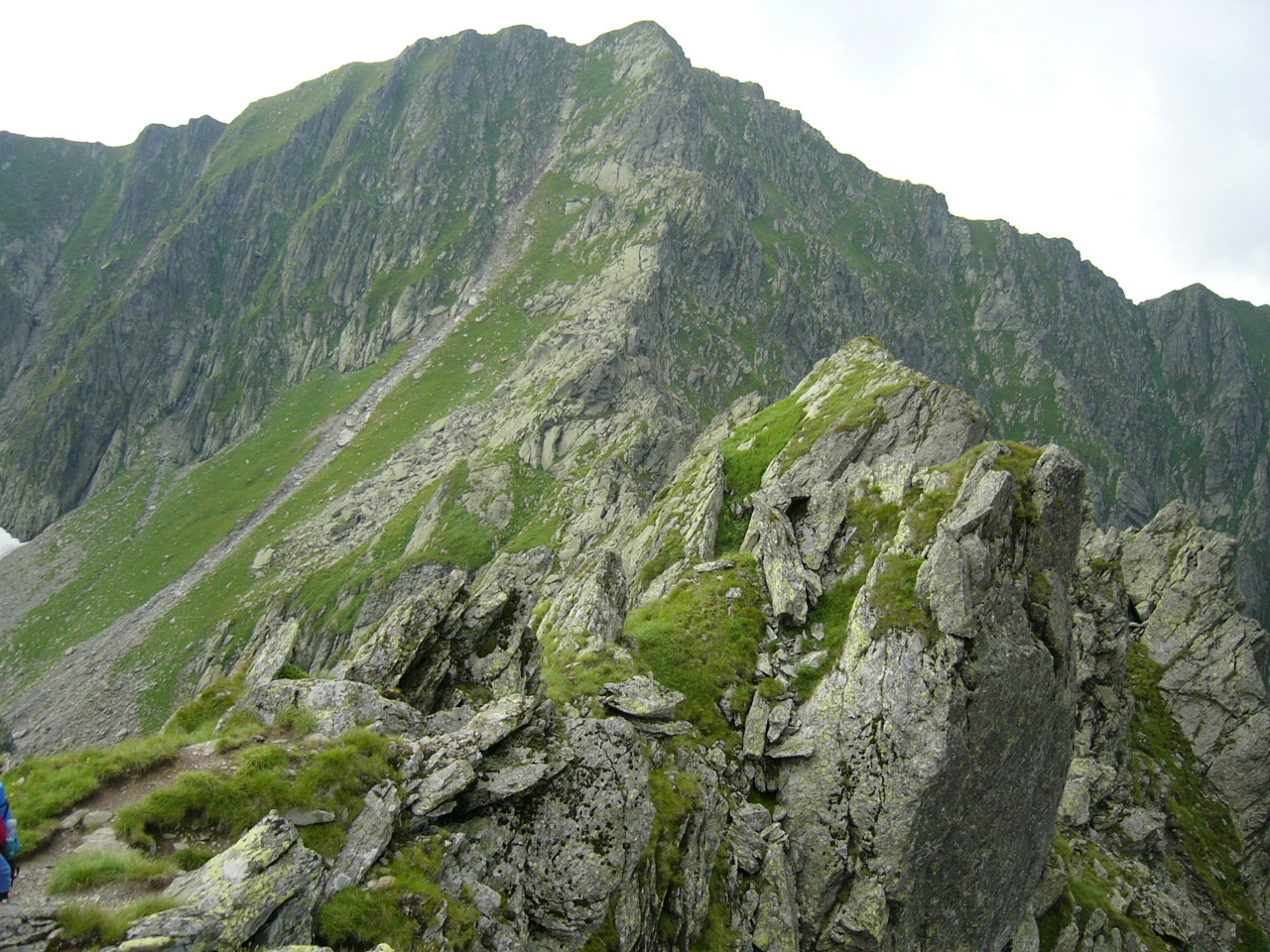
Custura Sărății.

- Refuge Berevoescu
- Refuge Călțun
- Refuge Curmătura Bratilei
- Refuge Curmătura Zârnei
- Refuge Fereastra Mică
- Refuge Fereastra Zmeilor
- Refuge Lacul Urlea
- Refuge Salvamont Victoria
- Refuge Șaua Scării
- Refuge Valea Viștei
- Refuge Viștea Mare

## Art
Les monts Făgăraș ont constitué le thème d'une suite de toiles du peintre Michel Moskovtchenko, donnant lieu à l'exposition Voyages transylvaniens au Musée national Brukenthal de Sibiu (Roumanie) en 2006.